# オーダイン
『オーダイン』 (ORDYNE) は、ナムコが開発し1988年9月に稼働されたアーケード用横スクロールシューティングゲーム。
企画は後に『ソウルエッジ』（1996年）を手掛けた大石益也が担当。

## 概要
システムII基板第2弾。同基板の回転機能・拡大縮小機能を十二分に利用し、背景に固定された障害物が回転したり、敵キャラクターがローリングしながら体当たりするなど、これまでのシューティングとは一線を画した独特の演出や、ゲーム中に獲得したクリスタル（通貨）によってパワーアップ用の装備を購入したり、福引をしたりすることができる事を特徴としている。ステージ終了後にボスを絡めた泊博士と珍のアイキャッチが表示されるなど、全体的にポップでコミカルな世界観が特徴。
8方向1レバー、2ボタン（前方へ飛ぶショット、放物線を描いて落下するボム（ボンブ））で自機を操作する。全7ラウンドの1周エンド。

## ゲーム内容

### 武器・アイテム
ゲーム中に出現する「空中IN」に入ることで、店員のみゆきちゃんからアイテム（武器）を購入できる。アイテムは表示される3種類から一つを選んで購入する（表示されないアイテムは購入出来ない）。一度に2種類以上のアイテムは購入できないが、2つのアイテムがセットになった「お買い得セット」が存在する。
大別して、ショットボタン用、ボンブボタン用、その他で構成。ストックボンバーを除くショットの残り時間と、ボンブアイテムの残り数は画面下に表示される。
ストックボンバー
自機がバリアで包まれ、前方にパックマン状の装備が施される。敵の弾を吸収して螺旋を描く拡散ショットが発射できる。
攻撃せずに敵弾を吸収するほどパックマンが大型化していくとともにバリアが黄色、赤と変化していき、より強力になっていくが、攻撃するか吸収しすぎると青に戻る。
敵や障害物に3回当たるまで使用可能。
ワイドブラスター
上下幅の範囲が広い大型ショットが撃てる。時間制。
スリーウェイ
ショットが3方向になる。時間制。
アフターファイアー
敵を貫通する伸びる火炎を前後に発射する。時間制。
バルカン砲
ボタンを押しっぱなしで高速連射できる。時間制。
ファイアーボンブ
敵や地形に当たることで広範囲にダメージが与えられるボム。ボンブボタンで使用。最大5発まで持てる。
サブロック
上方向に発射されるミサイルで、性質にはファイアーボンブに近い。ボンブボタンで使用。最大5発まで持てる。2P側（サンデー珍）しか購入出来ない。
ホーミングミサイル
敵を自動追尾する誘導弾を8発射出する。ボンブボタンで使用。最大5発まで持てる。
スピードアップ
空中での自機のスピードが上がる。ミスしても残る。
水中モーター
水中での自機のスピードが上がる。ミスしても残る。
マイシップ
自機が一機増える。

### ドリームコルテット
ゲーム中に現れるドリームコルテット（DREAM Co. Ltd.）に接触すると、抽選料と引き替えで福引が行える。福引は1～8の番号が振られた回転する的で、当たった番号によりクリスタルやアイテムを獲得できる（装備系の場合は付け替えるか選択できる）。ただし、はずれを引く場合もある。

## ストーリー
天才科学者、泊裕一郎は、あらゆる物質を好きなものに作り変える事ができる夢の原子変換装置『オーダイン』を完成させ、その起動装置を組み込んだペンダントを婚約者の相原香奈にプレゼントする。ところが、結婚式の前日、オーダインに目をつけた悪人クボタがペンダントもろとも香奈をさらってしまう。
オーダインを取り戻すと共に香奈を救い出すべく、泊博士は弟子のサンデー珍と共に戦闘機に乗り込み、クボタ率いる悪の軍勢に立ち向かっていくのであった。

## 移植版
| No. | タイトル                 | 発売日                                | 対応機種                      | 開発元   | 発売元        | メディア                                        | 型式                             | 備考                            |
| --- | ------------------------ | ------------------------------------- | ----------------------------- | -------- | ------------- | ----------------------------------------------- | -------------------------------- | ------------------------------- |
| 1   | オーダイン               | 1989年9月8日 1990年                   | PCエンジン                    | ナムコ   | ナムコ NEC-HE | 4メガビットHuCARD                               | NC89004 TGX040022                | -                               |
| 2   | ナムコミュージアム VOL.4 | 1996年11月8日 1997年6月30日 1997年8月 | PlayStation                   | ナムコ   | ナムコ        | CD-ROM                                          | SLPS-00540 SLUS-00416 SCES-00701 | アーケード版の移植              |
| 3   | オーダイン               | 2007年5月7日 2007年8月21日            | Wii                           | バンナム | バンナム      | ダウンロード （バーチャルコンソール）           | PA8J PA8E                        | PCエンジン版の移植              |
| 4   | オーダイン               | 2009年12月1日                         | Wii                           | バンナム | バンナム      | ダウンロード （バーチャルコンソールアーケード） | -                                | アーケード版の移植              |
| 5   | オーダイン               | 2022年10月27日                        | PlayStation 4 Nintendo Switch | ナムコ   | ハムスター    | ダウンロード （アーケードアーカイブス）         | -                                | アーケード版の移植 海外版も収録 |

PCエンジン版
1989年9月8日にHuCARDで発売。
PlayStation版
1996年11月8日発売の『ナムコミュージアム VOL.4』に収録。
Wii（バーチャルコンソール）版
2007年8月21日よりPCエンジン版が、2009年12月1日よりアーケード版が配信されている。
PlayStation 4版 / Nintendo Switch版
2022年10月27日よりアーケードアーカイブスの1作品として配信。国内版のほか、海外版も収録してある。

## スタッフ
アーケード版
- 製作：中村雅哉
- プロジェクト・チーフ：すなどりねこさん、ウォンウォン
- プログラム：スローロ田中
- キャラクター・デザイン：ベローシ小森谷（小森谷勇一郎）、マーモセット安斎（安斎じゅんこ）、インドリ中村
- サウンド：タマリン細江（細江慎治）
- 企画：ボウシテ大石（大石益也）

PCエンジン版
- プログラム：普川隆志

## 評価
アーケード版
ゲーム誌『ゲーメスト』（新声社）誌上で行われていた「第2回ゲーメスト大賞」（1988年度）において大賞6位を獲得、その他に年間ヒットゲームで22位（次年度39位）、ベストエンディング賞で7位、ベストシューティング賞で3位、ベストグラフィック賞で5位、ベストVGM賞で6位、ベストキャラクター賞ではみゆきちゃんが7位、泊裕一郎&サンデー珍が14位を獲得した 。また、ゲーメストムック『ザ・ベストゲーム』（1991年）において、『ゲーメスト』読者による全アーケードゲームを対象とした人気投票で第60位を獲得した。
PCエンジン版
- ゲーム誌『ファミコン通信』の「クロスレビュー」では7・7・8・6の合計28点（満40点）[10]、『月刊PCエンジン』では75・80・80・80・80の平均79点、『PC Engine FAN』の読者投票による「ゲーム通信簿」での評価は以下の通りとなっており、22.54点（満30点）となっている[1]。また、この得点はPCエンジン全ソフトの中で121位（485本中、1993年時点）となっている[1]。同雑誌1993年10月号特別付録の「PCエンジンオールカタログ'93」では、アーケード版での回転拡大縮小機能を使用した演出がカットされた事に関して、「うまくアレンジして再現されている」と肯定的に評価した[1]。

| 項目 | キャラクタ | 音楽 | 操作性 | 熱中度 | お買得度 | オリジナリティ | 総合  |
| 得点 | 4.19       | 3.85 | 3.91   | 3.72   | 3.42     | 3.46           | 22.54 |

- ゲーム本『懐かしゲーム機大百科 PCエンジン完全ガイド 1987-1999』では、アーケード版で最大の特徴であった回転拡大縮小機能を使用した演出がカットされている事を指摘したが、難易度の低下や隠しコマンドによって難易度や残機設定が可能になるなど「遊びやすくなっている」と称賛した[14]。しかし、アーケード版で最も強い武器であった「ストックボンバー」が弱体化している点に関しては否定的に評価した[14]。

## サウンドトラック
- 『ビデオ・ゲーム・グラフィティVol.5』（ビクター音楽産業、1989年8月21日発売） - オリジナルサウンドを収録
- 『ナムコ・ベスト・ヒット・パレード!』（ビクター音楽産業、1989年11月21日発売） - アレンジボーカル曲「素敵なオーダイン」を収録
- 『細江慎治 WORKS VOL.2〜オーダイン〜』（スィープレコード、2013年4月12日発売） - オリジナルサウンド、アレンジボーカル曲「恋のシステムNo.2」を収録

## その他
- 『ワールドスタジアムEX』（1996年）に、オーダインのボーカル曲が収録されている。
- 『太鼓の達人』（2001年）に、オーダインのBGMのメドレーをアレンジした「大打音（オーダイン）」が収録されている。
- 『PROJECT X ZONE 2:BRAVE NEW WORLD』（2015年）にショップ店員としてみゆきちゃんが登場（公式サイトやゲーム内では「みゆき」表記。そのショップではオーダインの1面BGMがかかる）。担当声優は折笠富美子。また、本作の事件が過去に森羅がかかわった事件としてストーリー中に零児が泊博士のことを話す。